# João Penalva
João Penalva (Lisboa, 1949 – ) é um artista plástico português.

## Biografia / Obra

Arcade, 2000

Começa a atividade artística na área da dança, integrando as companhias de Pina Bausch (1973/4), Gerhard Bohner (1975) e a que formou com Jean Pomares, The Moon Dance Company (1976).
Fixa residência em Londres em 1976, cidade onde ainda vive; frequenta a Chelsea School of Art (1976-1981).
As suas pinturas iniciais são marcadas por um "jogo de contrastes resultante da organização rítmica das superfícies que se contrapõem em termos de cor, textura ou padrão imagético".
A partir da década de 1990 altera os seus meios de trabalho e dedica-se sobretudo às instalações e intervenções site-specific, ou ao vídeo. 
"João Penalva […] é um contador de histórias. Está-nos sempre a contar coisas sobre pessoas, objetos, cidades e paisagens. Entrar numa sua exposição é como entrar num filme: as suas obras, constituídas quase sempre por uma relação intensa e complexa entre imagem, objetos e texto, obrigam a movimentos de aproximação e afastamento, a fazer cortes, a focar pormenores, a ler as legendas, a percorrer como um «travelling» as linhas desenhadas pelos textos e imagens nas paredes. Neste universo todos os elementos são importantes e a linha de separação entre ficção e realidade é ténue e está sempre a ser transgredida pelo artista quando constrói as suas intensas e imensas alegorias. A transgressão de territórios é a sua mais frequente metodologia", revelando um fascínio pelas questões do género artístico: "interessa-lhe questionar o que é a pintura, a escultura, o cinema. Um incessante colocar de questões possibilitado pelo seu imenso virtuosismo: Penalva pinta, esculpe, faz fotografia, escreve, foi cantor, ator, bailarino".
"A simbiose entre palavra e imagem é uma das marcas autorais de João Penalva, sendo esta uma união plenamente equilibrada, uma vez que, tal como a palavra não explica ou revela a imagem, a imagem não se limita a figurar uma mera ilustração da palavra. Estamos perante um universo textual e um outro universo imagético que, como que num acordo tácito, constituem a base de criação de obras que não podemos classificar de textuais ou de imagéticas, pois que ambos os universos se unem, dando origem a um novo, sendo este mais complexo e de uma vastidão que não conhece limites impostos pelos convencionalismos que contaminam o mundo da arte".
Em 2011 apresentou, no Centro de Arte Moderna José de Azeredo Perdigão, uma mostra antológica intitulada Trabalhos com Texto e Imagem, que incluía as referências fundamentais da sua obra. Um dos trabalhos apresentadas nesta ocasião foi Arcade, concebido em 2000 para ser apresentado na Fundição de Oeiras: "um grande corredor criado por duas paredes brancas onde imagens e textos se juntam para contar histórias ou descrever paisagens e pequenos elementos nas ruas, como por exemplo os relógios, objetos da preferência do artista por estarem associados ao tempo".
João Penalva está representado em numerosas coleções, públicas e privadas, entre as quais: Centro Galego de Arte Contemporânea, Santiago de Compostela; Centro de Artes Visuales Helga de Alvear, Cáceres; Arts Council England, Londres; Caixa Geral de Depósitos, Lisboa; Centro de Arte Moderna José de Azeredo Perdigão, Lisboa; Fundação de Serralves, Porto; etc.

## Algumas exposições individuais
- 1995 – Galeria Pedro Oliveira, Porto.
- 1997 – Galeria Pedro Oliveira, Porto.
- 1999 – Camden Arts Centre, Londres; FRAC - Languedoc-Roussilon, Montpellier.
- 2000 – Tramway, Glasgow (Escócia); Contemporary Art Center Vilnius (CAC), Vilnius.
- 2001 – Barbara Gross Galerie, Munique.
- 2002 – Meulensteen (Former Max Protetch), Nova Iorque; Galeria Mário Sequeira, Braga; The John Curtin Gallery, Perth, WA.
- 2003 – The Power Plant, Toronto; Galeria Filomena Soares, Lisboa; INOVA - Institute of Visual Arts, Milwaukee, WI.
- 2004 – Barbara Gross Galerie, Munique.
- 2005 – Ludwig Museum - Museum of Contemporary Art - Budapeste; Museu de Serralves, Porto.
- 2006 – Irish Museum of Modern Art - IMMA, Dublin.
- 2007 – Warwick Arts Centre, Coventry; Daadgalerie, Berlim.
- 2008 – Galerie Thomas Schulte, Berlim; Galeria de Arte Cinemática, Vila do Conde.
- 2009 – Galeria Filomena Soares, Lisboa; Barbara Gross Galerie, Munique.
- 2010 – Simon Lee Gallery, London; Chiado 8 - Arte Contemporanea, Lisboa.
- 2011 – Galerie Thomas Schulte, Berlim; Centro de Arte Moderna - Fundação Calouste Gulbenkian, Lisboa.
- 2012 – Kunsthallen Brandts, Odense.
- 2014 – Trondheim Kunstmuseum, Trondheim, Noruega.[5]